# Evangelische Kirche (Bad Soden)

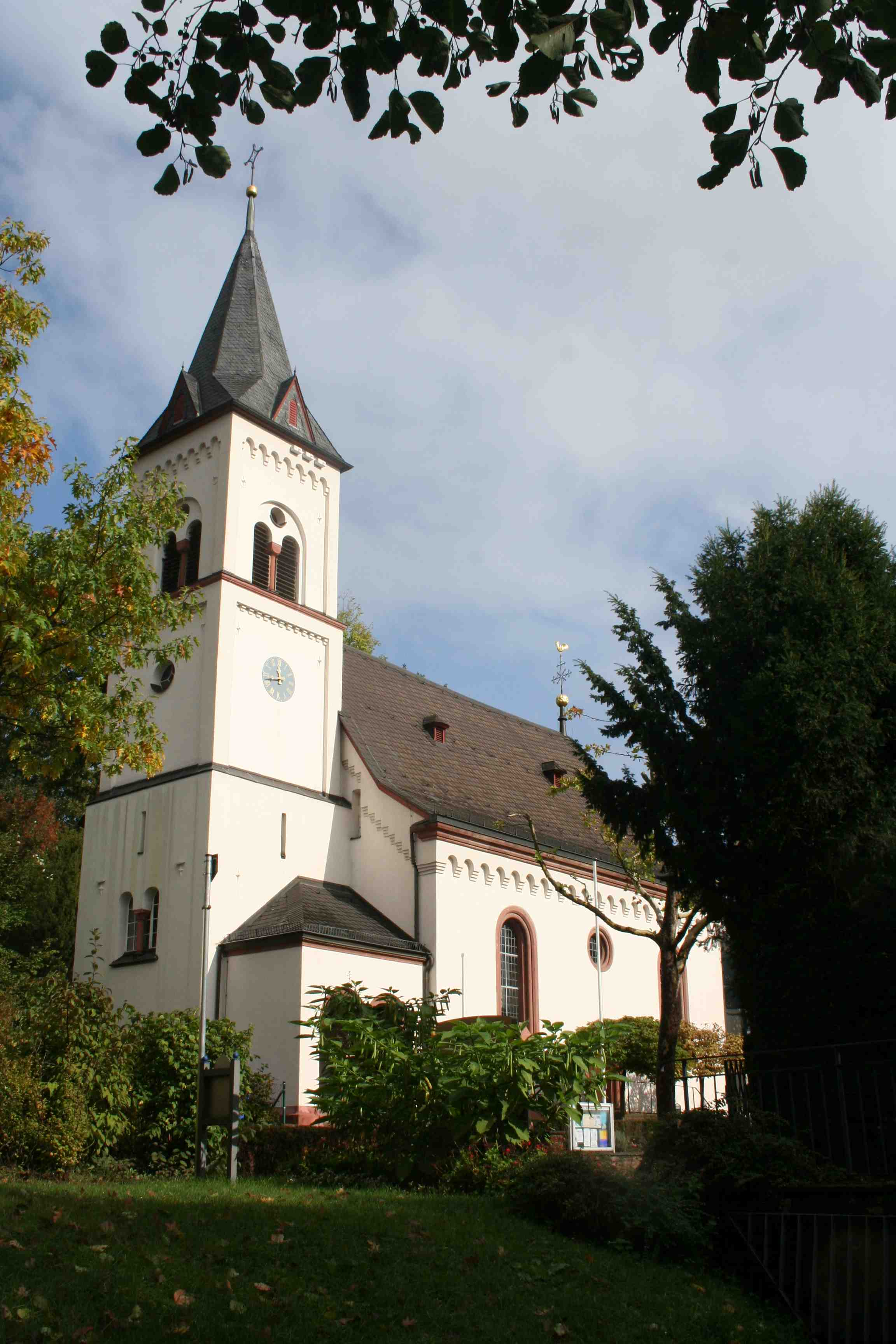
Die Evangelische Kirche gesehen vom Quellenpark

Die Evangelische Kirche in Bad Soden am Taunus in Hessen befindet sich in der Altstadt, direkt am Quellenpark.

## Vorgeschichte

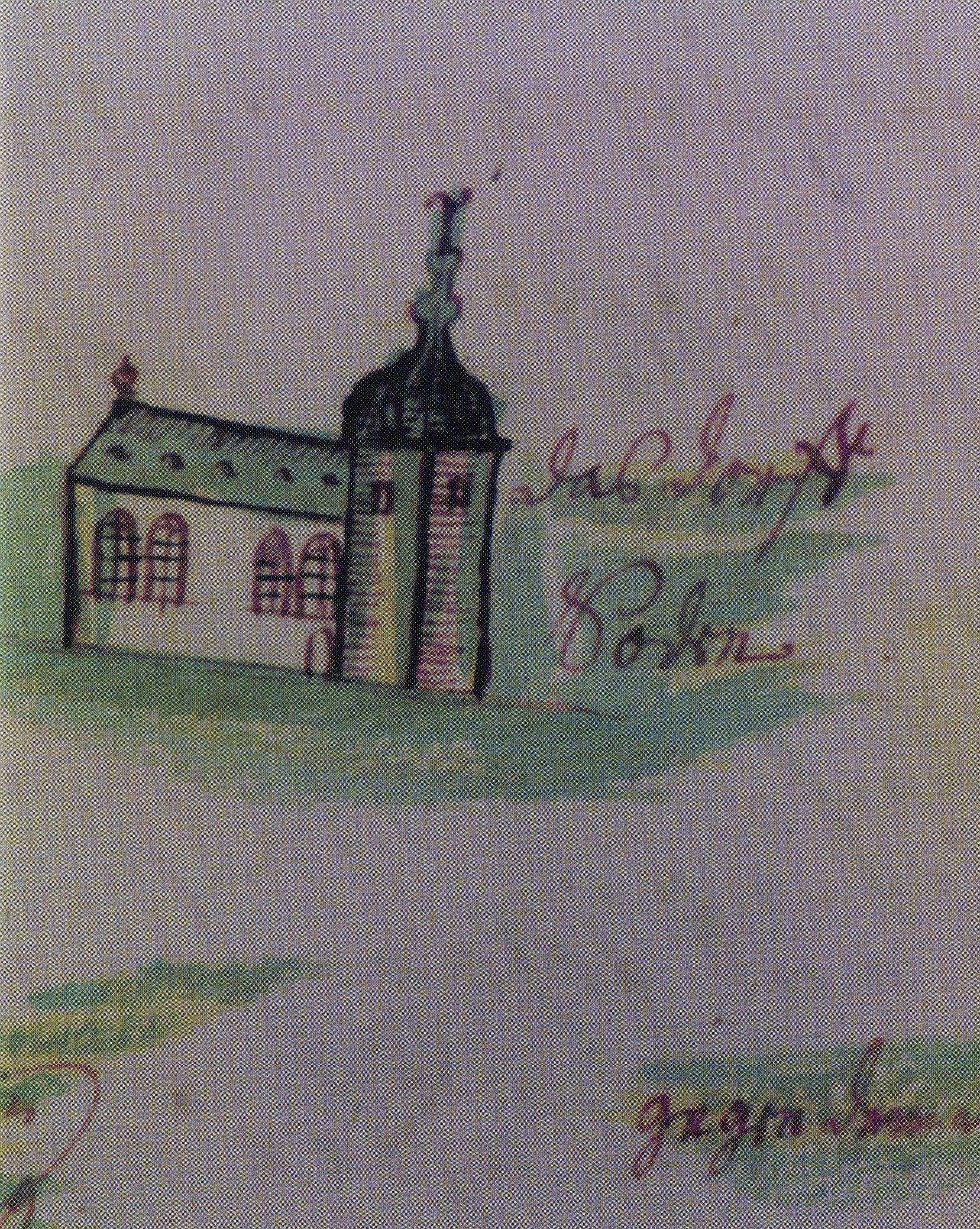
Eine alte Zeichnung der Kirche von 1721

Der erste Bau einer Kirche in Bad Soden geht auf das Jahr 1482 zurück. Zuvor gehörte das Reichsdorf Soden zur Vogtei Sulzbach. In dieser gab es nur die eine Kirche in Sulzbach. Zur Vogtei selber gehörten noch die Dörfer Neuenhain, Altenhain, Schneidhain, der Hof Beidenau, die Rote Mühle sowie das nicht mehr existierende Dorf Dietzelshain bei Schloßborn.
1482 baten die Sodener den Mainzer Erzbischof um Erlaubnis, eine eigene Kapelle bauen zu dürfen. Diese Kapelle wurde zunächst dem Valentin von Terni gewidmet. Das Grundstück stiftete Graf Johann von Solms Münzenberg zu Rödelheim. Dieses Grundstück entspricht ebenfalls dem heutigen Standort der Kirche.
Acht Jahre später wurde die Kirche fertiggestellt und am 29. August 1490 eingeweiht. 1510 wurde eine Sakristei angebaut, die noch heute besteht. 1525 schloss sich Frankfurt der Reformation an. Dies führte dazu, dass auch Sulzbach und Bad Soden protestantisch wurden, da sie unter der Schutzherrschaft der Frankfurter standen. 1552 kam es zu einem großen Brand in Soden, wobei ein großer Teil der Stadt verwüstet wurden, einschließlich der Kapelle. Nur die Sakristei blieb erhalten.
1622 kam es beim Dreißigjährigen Krieg zur Schlacht bei Höchst. Nachdem die Protestantische Union unter dem Braunschweiger Christian von Braunschweig-Wolfenbüttel die Schlacht verloren hatte und zum Rückzug gezwungen war, ließ dieser auf dem Rückweg Sulzbach und Teile von Soden in Brand stecken. Dabei wurde auch die Kapelle erneut beschädigt. Am 30. April 1626 kam es zum ersten katholischen Gottesdienst in der Kapelle.

## Neubau der Kirche

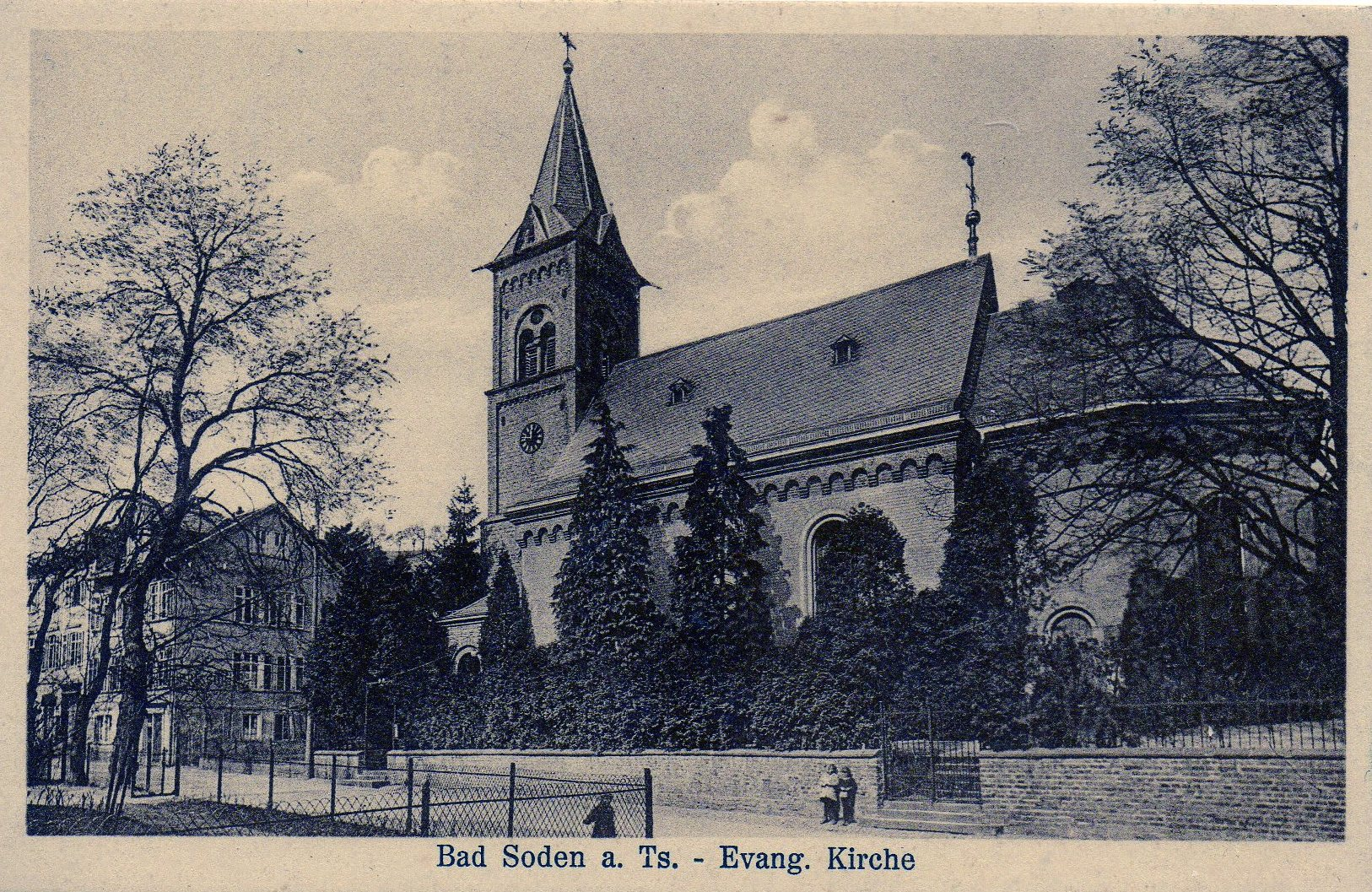
Alte Ansicht aus den 1920er

1715 entschloss man sich, eine steinerne neue Kirche zu errichten. Der Grundstein wurde am 12. Juni gelegt. Bereits im September des nächsten Jahres konnte der Bau fertiggestellt werden. Dabei wurde die Sakristei von 1510 in den Bau integriert. Man finanzierte den Bau durch eigenes Kirchenkapital, aber auch nur Zinsen und Kollekten. Aber trotz einer neuen eigenen Kirche wurde Soden noch zu keiner selbstständigen Pfarrei. 1722 wurde die neue Orgel durch Oberkommissar Joachim Hoppe aufgestellt. 1777 kamen zwei neue Glocken hinzu. Auch 1808 kam noch eine weitere Glocke hinzu. 1825 wurde das Innere der Kirche umgestaltet, wobei ein neuer Altar aus Marmorplatten errichtet wurden. Ebenso kamen neue Fenster mit Spiegelglas hinzu.
1852 wurde Soden schließlich eine eigenständige Pfarrei. Erster Pfarrer wurde der bisherige Kaplan Wilhelmi. Am 26. August 1852 wurde dieser in den Dienst eingeführt. 1859 wurde eine neue Orgel eingebaut und eingeweiht. 1877 wurde der Kirchturm erbaut und ein Jahr später der alte hölzerne Turm auf der Ostseite entfernt.
1904 ließ man zur Trockenlegung der Kirche einen Graben mit Mauer um die Kirche bauen. 1907/08 wurde der gesamte Innenraum erneuert. Dabei wurde ein neues Heizsystem eingebaut, eine neue Orgel angebracht (Einweihung am 11. April 1908), neue Treppen an der Seitentür hinzugefügt, der Innenraum neu verputzt sowie eine neue Kanzeltreppe installiert. Im Zweiten Weltkrieg wurden die Fenster sowie einige Teile der Inneneinrichtung zerstört. Ebenfalls mussten zwei der drei Glocken abgegeben werden. Eine davon fand man 1947 auf dem so genannten Glockenfriedhof in Hamburg wieder. 1951 wurden der Kirchturm und das Dach renoviert. 1957 kam es wieder zu einer großen Innenraum-Erneuerung. Dabei wurde das Mittelfenster im Chorraum gebrochen, neue Fenster von Heinz Hindorf hinzugefügt, ein neuer Fußboden gelegt und die Heizung wurde von Koks auf Öl umgestellt. 1995/96 wurde die Kirche aufwendig saniert, wobei man auf alte barocke Tafelbilder aus den Jahren um 1720 stieß. Des Weiteren wurde die Zentralheizung von Öl auf Erdgas umgestellt. Von September 2011 bis Ostern 2012 wurde die Dachkonstruktion mit der zugehörigen Bretterverschalung und den Schieferschindeln erneuert. Bei dieser Maßnahme stellte man fest, dass die Binderfüße der Dachkonstruktion, durch  Feuchtigkeit statisch geschwächt waren und ebenfalls erneuert werden mussten.